# Eilenberg-MacLane-Raum
In der algebraischen Topologie, einem Teilgebiet der Mathematik, ist ein Eilenberg-MacLane-Raum ein topologischer Raum mit einer einzigen nicht trivialen Homotopiegruppe.
Für eine Gruppe G und eine positive natürliche Zahl heißt ein zusammenhängender topologischer Raum {\displaystyle X} ein Eilenberg-MacLane-Raum {\displaystyle K(G,n)}, falls die n-te Homotopiegruppe {\displaystyle \pi _{n}(X)} isomorph zu G ist und alle anderen Homotopiegruppen trivial sind.
Falls {\displaystyle n>1} und G abelsch oder {\displaystyle n=1} und G beliebig ist, existiert ein solcher Raum, ist ein zusammenhängender  CW-Komplex und bis auf Homotopieäquivalenz eindeutig bestimmt. Folglich wird ein solcher CW-Komplex auch als „der“ {\displaystyle K(G,n)} bezeichnet.
Der Name ist auf die Mathematiker Samuel Eilenberg und Saunders Mac Lane zurückzuführen, die solche Räume in den 1940er Jahren studierten.
Eilenberg-MacLane-Räume haben Anwendungen in verschiedenen Bereichen: Sie können einerseits in der Homotopietheorie als Bausteine für CW-Komplexe dienen, die mittels Faserungen mit Fasern {\displaystyle K(G,n)} in einem Postnikow-Turm zusammengesetzt werden. Damit können beispielsweise Homotopiegruppen von Sphären berechnet werden. Andererseits können mit ihrer Hilfe Kohomologieoperationen definiert werden und sie sind darstellende Räume für die singuläre Kohomologie.
Ein verallgemeinerter Eilenberg-MacLane-Raum ist ein Raum, der homotopieäquivalent zu einem Produkt von Eilenberg-MacLane-Räumen {\textstyle \prod _{m}K(G_{m},m)} ist.

## Beispiele
- Der Kreis {\displaystyle S^{1}} ist ein {\displaystyle K(\mathbb {Z} ,1)}. (Siehe Example 1B.1 in Algebraic Topology[1])
- Der unendliche reelle projektive Raum {\displaystyle \mathbb {R} P^{\infty }} ist ein {\displaystyle K(\mathbb {Z} /2,1)}. (Siehe Example 1B.3 in Algebraic Topology[1])
- Der unendliche komplexe projektive Raum {\displaystyle \mathbb {C} P^{\infty }} ist ein Modell eines {\displaystyle K(\mathbb {Z} ,2)}. (Siehe Example 4.50. in Algebraic Topology[1])
- Eine Verallgemeinerung von {\displaystyle \mathbb {R} P^{\infty }} als ein {\displaystyle K(\mathbb {Z} /2,1)} ist ein unendlich dimensionaler Linsenraum {\displaystyle L(\infty ,q)}, definiert durch den Quotienten von {\displaystyle S^{\infty }} unter der freien Operation {\displaystyle (z\mapsto e^{2\pi im/q}z)} für {\displaystyle m\in \mathbb {Z} /q}. {\displaystyle L(\infty ,q)} ist ein {\displaystyle K(\mathbb {Z} /q,1)}. (Siehe Example 1B.4 in Algebraic Topology[1]) Dies folgt, indem man  Überlagerungstheorie und die Tatsache, dass die unendlich dimensionale Sphäre {\displaystyle S^{\infty }}  zusammenziehbar ist.[2]
- Das Bouquet von {\displaystyle k} Kreisen {\displaystyle \textstyle \bigvee _{i=1}^{k}S^{1}} ist ein {\displaystyle K(F_{k},1)} für die freie Gruppe {\displaystyle F_{k}} mit {\displaystyle k} Erzeugern.
- Das Komplement eines zusammenhängenden Knotens oder Graphen in einer 3-dimensionalen Sphäre {\displaystyle S^{3}} ist ein {\displaystyle K(G,1)}. (Siehe Example 1B.6 in Algebraic Topology[1]) Dies ist ein Theorem von Christos Papakyriakopoulos.[3]
- Die geschlossene, kompakte orientierbare Fläche {\displaystyle S_{g}} vom Geschlecht {\displaystyle g\geq 1} ist ein {\displaystyle K(\pi _{1}S_{g},1)} für die Flächengruppe {\displaystyle \pi _{1}S_{g}}.
- Allgemeiner ist jede Mannigfaltigkeit nichtpositiver Schnittkrümmung (und allgemeiner jeder metrische Raum, dessen universelle Überlagerung ein CAT(0)-Raum ist) ein {\displaystyle K(G,1)}. Darunter fallen lokal-symmetrische Räume von nichtkompaktem Typ, insbesondere hyperbolische Mannigfaltigkeiten. Siehe hierzu auch Satz von Cartan-Hadamard.
- Der Konfigurationsraum von {\displaystyle n} Punkten in der Ebene ist ein {\displaystyle K(P_{n},1)}, wobei {\displaystyle P_{n}} die  reine Zopfgruppe der n-strängigen Zöpfe ist.
- Entsprechend ist der {\displaystyle n}-te ungeordnete Konfigurationsraum von {\displaystyle \mathbb {R} ^{2}} ein {\displaystyle K(B_{n},1)}, wobei {\displaystyle B_{n}} die Zopfgruppe der n-strängigen Zöpfe bezeichnet.
- Das  unendliche symmetrische Produkt {\displaystyle SP(S^{n})} einer n-Sphäre ist ein {\displaystyle K(\mathbb {Z} ,n)}. Allgemeiner ist {\displaystyle SP(M(G,n))} ein {\displaystyle K(G,n)} für jeden Moore-Raum {\displaystyle M(G,n)}.

Weitere elementare Beispiele können unter der Berücksichtigung, dass das  Produkt {\displaystyle K(G,n)\times K(H,n)} ein {\displaystyle K(G\times H,n)} ist, konstruiert werden: Beispielsweise ist der  n-dimensionale Torus {\displaystyle \mathbb {T} ^{n}} ein {\displaystyle K(\mathbb {Z} ^{n},1)}. (Siehe Example 1B.5 in Algebraic Topology)

## Bemerkungen zur Konstruktion
Für {\displaystyle n=1} und {\displaystyle G} eine beliebige Gruppe ist die Konstruktion eines {\displaystyle K(G,1)} identisch zu der eines klassifizierenden Raumes der Gruppe {\displaystyle G}. Beachte, falls {\displaystyle G} ein Torsionselement besitzt, dann ist der jeder  CW-Komplex mit Homotopietyp {\displaystyle K(G,1)} bereits unendlichdimensional.
Es gibt mehrere Techniken, höhere Eilenberg-MacLane-Räume zu konstruieren. Eine dieser ist einen Moore-Raum {\displaystyle M(A,n)} für eine abelsche Gruppe {\displaystyle A} zu konstruieren: Betrachte einen Bouquet von n-Sphären, eine für jeden Erzeuger von {\displaystyle A} und realisiere die in {\displaystyle A} geltenden Relationen durch Ankleben von {\displaystyle n+1} Zellen entlang entsprechender Abbildung in {\displaystyle \pi _{n}(\bigvee S^{n})} von eben diesem Bouquet. Beachte, dass die niedrigeren Homotopiegruppen {\displaystyle \pi _{i<n}(M(A,n))} bereits trivial nach Konstruktion sind. Nun eliminieren wir die höheren Homotopiegruppen {\displaystyle \pi _{i>n}(M(A,n))} durch sukzessives Ankleben von Zellen der Dimension größer als {\displaystyle n+1} und definieren {\displaystyle K(A,n)} als direkter Limes unter Inklusion dieser Iteration.
Eine andere nützliche Methode ist die geometrische Realisierung von simplizialen abelschen Gruppen zu nutzen.
Eine weitere simpliziale Konstruktion in Hinsicht auf klassifizierende Räume und universelle Bündel ist in J. Peter Mays Buch zu finden.

## Singuläre Kohomologie
Eine interessante Eigenschaft von {\displaystyle K(G,n)}'s ist, dass es für jede abelsche Gruppe {\displaystyle G} und jeden punktierten  CW-Komplex {\displaystyle X}, für die Menge {\displaystyle [X,K(G,n)]} von Homotopieklassen von punktieren stetigen Abbildungen von {\displaystyle X} nach {\displaystyle K(G,n)} eine natürliche Bijektion mit der {\displaystyle n}-ten  Singulären Kohomologie {\displaystyle H^{n}(X,G)} des Raumes {\displaystyle X} gibt. In anderen Worten sind die {\displaystyle K(G,n)'s} Repräsentative Räume für singuläre Kohomologie mit Koeffizienten in {\displaystyle G}. Da
{\displaystyle H^{n}(K(G,n),G)=\operatorname {Hom} (H_{n}(K(G,n);\mathbb {Z} ),G)=\operatorname {Hom} (\pi _{n}(K(G,n)),G)=\operatorname {Hom} (G,G)}
gilt, gibt es ein spezielles Element {\displaystyle u\in H^{n}(K(G,n),G)}, genannt „Fundamentalklasse“, das der Identität in {\displaystyle G} entspricht. Die oben genannten natürliche Bijektion ist ein Pullback dieses Elementes: {\displaystyle f\mapsto f^{*}u}. Ähnlichkeiten mit dem  Yoneda-Lemma sind zu erkennen.
Ein konstruktiver Beweis dieser Aussage kann hier gefunden werden, ein weiterer, der die Beziehung zwischen Omega-Spektra und reduzierten verallgemeinerten Kohomologietheorien ausnutzt hier, und wird unten kurz skizziert.

## Schleifenräume Omega-Spektren
Der Schleifenraum eines Eilenberg-MacLane-Raumes ist wieder ein Eilenberg-MacLane-Raum: {\displaystyle \Omega K(G,n)\cong K(G,n-1)}. Des Weiteren existiert eine  Adjunktion zwischen dem Schleifenraum- und Einhängungsfunktor: {\displaystyle [\Sigma X,Y]=[X,\Omega Y]}, wodurch {\displaystyle [X,K(G,n)]\cong [X,\Omega ^{2}K(G,n+2)]} eine abelsche Gruppenstruktur gegeben wird, wobei die Gruppenoperation das Hintereinanderausführen von Schleifen ist. Dadurch ist die oben aufgeführte Bijektion {\displaystyle [X,K(G,n)]\to H^{n}(X,G)} ein Gruppenisomorphismus.
Außerdem wird durch diese Adjunktion impliziert, dass Eilenberg-MacLane-Räume mit verschiedenen {\displaystyle n} ein Omega-Spektrum, genannt „Eilenberg-MacLane-Spektrum“, bilden. Dieses Spektrum definiert via {\displaystyle X\mapsto h^{n}(X):=[X,K(G,n)]} eine reduzierte Kohomologietheorie auf der Kategorie der  punktierten CW-Komplexe. Nun existiert für jede reduzierte Kohomologietheorie {\displaystyle h^{*}} auf punktierten CW-Komplexen, die {\displaystyle h^{n}(S^{0})=0} für {\displaystyle n\neq 0} erfüllt, eine natürliche Bijektion {\displaystyle h^{n}(X)\cong {\tilde {H}}^{n}(X,h^{0}(S^{0}))}, wobei {\displaystyle {\tilde {H^{*}}}} die reduzierte Singuläre Kohomologie beschreibt. Folglich stimmen diese beiden Kohomologietheorien überein.
Allgemeiner besagt der Darstellungssatz von Brown, dass jede reduzierte verallgemeinerte Kohomologietheorie auf der Kategorie der punktierten CW-Komplexe von einem Omega-Spektrum stammt.

## Zusammenhang mit Homologie
Ähnlich wie bei der singulären Kohomologie finden wir auch eine Verbindung zur  singulären Homologie: Für eine feste abelsche Gruppe {\displaystyle G} gibt es Abbildungen auf den stabilen Homotopiegruppen:
{\displaystyle \pi _{q+n}^{s}(X\wedge K(G,n))\cong \pi _{q+n+1}^{s}(X\wedge \Sigma K(G,n))\to \pi _{q+n+1}^{s}(X\wedge K(G,n+1))}
induziert von der Abbildung {\displaystyle \Sigma K(G,n)\to K(G,n+1)}. Bildet man den direkten Limes über diese Abbildungen, lässt sich nachrechnen, dass dies eine  reduzierte Homologietheorie
{\displaystyle h_{q}(X)=\varinjlim _{n}\pi _{q+n}^{s}(X\wedge K(G,n))} auf der Kategorie der  CW-Komplexe liefert.
Da {\displaystyle h_{q}(S^{0})=\varinjlim \pi _{q+n}^{s}(K(G,n))} für {\displaystyle q\neq 0} null wird, stimmt {\displaystyle h_{*}} mit der reduzierten singulären Homologie {\displaystyle {\tilde {H}}_{*}(\cdot ,G)} mit Koeffizienten in auf CW-Komplexen überein.

## Kohomologieoperationen
Für feste natürliche Zahlen {\displaystyle m,n} und abelsche Gruppen {\displaystyle G,H} gibt es eine Bijektion zwischen der Menge aller Kohomologieoperationen {\displaystyle \Theta :H^{m}(\cdot ,G)\to H^{n}(\cdot ,H)} und {\displaystyle H^{n}(K(G,m),H)} definiert durch {\displaystyle \Theta \mapsto \Theta (\alpha )}, wobei {\displaystyle \alpha \in H^{m}(K(G,m),G)}, wie oben, die sogenannte Fundamentalklasse ist.
Daraus folgt unter Verwendung des  universellen Koeffiziententheorems und der  (m-1)-Zusammenhängigkeit von {\displaystyle K(G,m)}, dass Kohomologieoperationen nicht den Grad von Kohomologiegruppen verringern können und graderhaltende Kohomologieoperationen korrespondieren zu Koeffizientenhomomorphismen {\displaystyle \operatorname {Hom} (G,H)}.
Interessante Beispiele von Kohomologieoperationen sind  Steenrod Quadrate und Exponenten, falls {\displaystyle G=H} endliche  zyklischen Gruppen sind. Hier wird schnell die Wichtigkeit der Kohomologie der {\displaystyle K(\mathbb {Z} /p,n)}'s mit Koeffizienten in {\displaystyle \mathbb {Z} /p} klar; ausführliche Tabellen dieser Kohomologien sind hier zu finden.

## Postnikow- und Whiteheadtürme
Jeder CW-Komplex lässt sich als Postnikow-Turm zerlegen, d. h. als iterierte Faserung, deren Fasern Eilenberg-MacLane-Räume sind; genauer eine Sequenz:
{\displaystyle \cdots \to X_{3}\xrightarrow {p_{3}} X_{2}\xrightarrow {p_{2}} X_{1}\simeq K(\pi _{1}(X),1)}
sodass für jedes {\displaystyle n}:
1. es kommutierende Abbildungen {\displaystyle X\to X_{n}} gibt, die Isomorphismen auf {\displaystyle \pi _{i}} für {\displaystyle i\leq n} induzieren,
2. {\displaystyle \pi _{i}(X_{n})=0} für {\displaystyle i>n},
3. die Abbildungen {\displaystyle X_{n}\xrightarrow {p_{n}} X_{n-1}} Faserungen mit Faser {\displaystyle K(\pi _{n}(X),n)} sind.

Dual zu diesem Konstrukt existiert zu jedem CW-Komplex ein Whitehead-Turm, d. h. eine Sequenz von CW-Komplexen:
{\displaystyle \cdots \to X_{3}\to X_{2}\to X_{1}\to X},
sodass für jedes {\displaystyle n}:
1. die Abbildungen {\displaystyle X_{n}\to X} einen Isomorphismus auf {\displaystyle \pi _{i}} für {\displaystyle i>n} induzieren,
2. {\displaystyle X_{n}} n-zusammenhängend ist,
3. die Abbildungen {\displaystyle X_{n}\to X_{n-1}} sind Faserungen mit Faser {\displaystyle K(\pi _{n}(X),n-1)}.

Mittels Spektralsequenzen können höhere Homotopiegruppen von Sphären aus Postnikow- und Whiteheadtürmen berechnet werden. Beispielsweise werden {\displaystyle \pi _{4}(S^{3})} und {\displaystyle \pi _{5}(S^{3})} mithilfe eines Whiteheadturms von {\displaystyle S^{3}} hier berechnet, allgemeiner werden {\displaystyle \pi _{n+i}(S^{n})\ i\leq 3} mithilfe eines Postnikowsystems hier untersucht.

## Gruppenhomologie und Gruppenkohomologie
Die Gruppenhomologie einer Gruppe {\displaystyle G} (mit Koeffizienten {\displaystyle A}) ist per Definition die singuläre Homologie des Eilenberg-MacLane-Raumes {\displaystyle K(G,1)}:
{\displaystyle H_{*}(G;A):=H_{*}(K(G,1);A),}
entsprechend für die Gruppenkohomologie:
{\displaystyle H^{*}(G;A):=H^{*}(K(G,1);A).}

### Andere Enzyklopädien
- nlab